# 딜런 브루스
딜런 브루스(Dylan Bruce, 1980년 4월 21일 ~ )는 캐나다의 배우이다.

## 출연 작품
- 스페셜 솔져 - 존 커터 역